# Yasunori Watanabe
Pas d'image ? Cliquez ici

a Compétitions nationales et continentales officielles uniquement.

b Matchs officiels uniquement.
Dernière mise à jour le 6 juin 2020.
Yasunori Watanabe (渡辺泰憲, Watanabe Yasunori), né le 2 juin 1974 à Tokyo et mort le 3 avril 2010 percuté par un train après une chute sur une voie de la gare de Kamakura, au sud de Tokyo, est un joueur de rugby à XV international japonais évoluant au poste de troisième ligne aile. 

## Carrière
Il honore sa première cape internationale avec le Japon le 11 mai 1996 à l'occasion d'un match contre Hong Kong pour une victoire 34-27. Yasunori Watanabe participe à trois coupes du monde en 1999, 2003 et 2007.
Il rejoint les Toshiba Brave Lupus de Tokyo en 1997 après avoir fini ses études à la Nippon Sport Science University, l'université japonaise des sciences et des sports de Tokyo. Avec son club, il remporte le championnat national à trois reprises en 2004, 2005 et 2006.

## Palmarès
- Vainqueur du championnat du Japon en 2004, 2005 et 2006
- Vainqueur du championnat d'Asie des nations en 1998, 2004 et 2006

| Édition             | Rang               | Résultats Japon | Résultats Y. Watanabe | Matchs Y. Watanabe |
| Pays de Galles 1999 | Quatrième de poule | 0 v, 0 n, 3 d   | 0 v, 0 n, 1 d         | 1/3                |
| Australie 2003      | Cinquième de poule | 0 v, 0 n, 4 d   | 0 v, 0 n, 1 d         | 1/4                |
| France 2007         | Cinquième de poule | 0 v, 1 n, 3 d   | 0 v, 0 n, 2 d         | 2/4                |

Légende : v = victoire ; n = match nul ; d = défaite.

## Statistiques en équipe nationale
Entre 1996 et 2007, Yasunori Watanabe dispute 34 matchs avec l'équipe du Japon au cours desquels il marque huit essais. Il participe notamment à trois coupes du monde en 1999, 2003 et 2007,.